# Bernardo Bellotto
Bernardo Bellotto, també anomenat Canaletto el jove (Venècia 1721 - Varsòvia 1780), fou un pintor vedutista.
Nebot de Canaletto, de qui va rebre influència, com també de Viviano Codazzi. En els inicis de la seva carrera, fou un protegit del col·leccionista venecià Anton Maria Zanetti el vell, el qual fou l'agent de Canaletto entre 1727 i 1730. Va viure a Venècia fins a 1742, data que es va traslladar a Roma i posteriorment a Dresden. Va ser pintor de la cort del príncep elector Frederic August II i posteriorment d'Estanislau II de Polònia. La seva pintura té aquest curós realisme de la pintura del seu oncle, encara que amb colors més freds i major predomini del clarobscur.